# 土耳其半條鰍
土耳其半條鰍（學名：Seminemacheilus ispartensis）為輻鰭魚綱鯉形目條鰍科半條鰍屬的其中一種。被IUCN列為易危保育類動物，分布於亞洲土耳其Isparta河流域，體長可達5.7公分，棲息在河川底層水域，生活習性不明。

## 扩展阅读
維基物種上的相關：土耳其半條鰍